# Список астероїдів (19601—19700)
| Назва                              | Тимчасове позначення | Дата відкриття  | Місце відкриття            | Відкривач             |
| ---------------------------------- | -------------------- | --------------- | -------------------------- | --------------------- |
| (19601) 1999 ND42                  | 1999 ND42            | 14 липня 1999   | Сокорро (Нью-Мексико)      | LINEAR                |
| 19602 Остінмінор (Austinminor)     | 1999 NK42            | 14 липня 1999   | Сокорро (Нью-Мексико)      | LINEAR                |
| 19603 Моньє (Monier)               | 1999 NF48            | 13 липня 1999   | Сокорро (Нью-Мексико)      | LINEAR                |
| (19604) 1999 NY48                  | 1999 NY48            | 13 липня 1999   | Сокорро (Нью-Мексико)      | LINEAR                |
| (19605) 1999 NU52                  | 1999 NU52            | 12 липня 1999   | Сокорро (Нью-Мексико)      | LINEAR                |
| (19606) 1999 NV54                  | 1999 NV54            | 12 липня 1999   | Сокорро (Нью-Мексико)      | LINEAR                |
| (19607) 1999 NF55                  | 1999 NF55            | 12 липня 1999   | Сокорро (Нью-Мексико)      | LINEAR                |
| (19608) 1999 NC57                  | 1999 NC57            | 12 липня 1999   | Сокорро (Нью-Мексико)      | LINEAR                |
| (19609) 1999 ND57                  | 1999 ND57            | 12 липня 1999   | Сокорро (Нью-Мексико)      | LINEAR                |
| (19610) 1999 NR60                  | 1999 NR60            | 13 липня 1999   | Сокорро (Нью-Мексико)      | LINEAR                |
| (19611) 1999 NP64                  | 1999 NP64            | 14 липня 1999   | Сокорро (Нью-Мексико)      | LINEAR                |
| 19612 Ноордунг (Noordung)          | 1999 OO              | 17 липня 1999   | Обсерваторія Чрні Врх      | Обсерваторія Чрні Врх |
| (19613) 1999 OX                    | 1999 OX              | 19 липня 1999   | Обсерваторія Клеть         | Обсерваторія Клеть    |
| 19614 Монтелонго (Montelongo)      | 1999 OV1             | 16 липня 1999   | Сокорро (Нью-Мексико)      | LINEAR                |
| (19615) 1999 OB3                   | 1999 OB3             | 22 липня 1999   | Сокорро (Нью-Мексико)      | LINEAR                |
| (19616) 1999 OS3                   | 1999 OS3             | 24 липня 1999   | Пертська обсерваторія      | Пертська обсерваторія |
| 19617 Дюамель (Duhamel)            | 1999 PH1             | 8 серпня 1999   | Прескоттська обсерваторія  | Пол Комба             |
| 19618 Маша (Masa)                  | 1999 PN3             | 11 серпня 1999  | Обсерваторія Чрні Врх      | Юре Скварч            |
| 19619 Бетбелл (Bethbell)           | 1999 QA              | 16 серпня 1999  | Обсерваторія Фарпойнт      | Ґрем Белл             |
| 19620 Окленд (Auckland)            | 1999 QG              | 18 серпня 1999  | Обсерваторія Стардоум      | Обсерваторія Стардоум |
| (19621) 1999 RE1                   | 1999 RE1             | 4 вересня 1999  | Обсерваторія Ґекко         | Тецуо Каґава          |
| (19622) 1999 RY2                   | 1999 RY2             | 6 вересня 1999  | Вішнянська обсерваторія    | Корадо Корлевіч       |
| (19623) 1999 RS3                   | 1999 RS3             | 4 вересня 1999  | Каталінський огляд         | Каталінський огляд    |
| (19624) 1999 RJ10                  | 1999 RJ10            | 7 вересня 1999  | Сокорро (Нью-Мексико)      | LINEAR                |
| 19625 Оваїтт (Ovaitt)              | 1999 RT11            | 7 вересня 1999  | Сокорро (Нью-Мексико)      | LINEAR                |
| (19626) 1999 RJ16                  | 1999 RJ16            | 7 вересня 1999  | Сокорро (Нью-Мексико)      | LINEAR                |
| (19627) 1999 RU16                  | 1999 RU16            | 7 вересня 1999  | Сокорро (Нью-Мексико)      | LINEAR                |
| (19628) 1999 RD22                  | 1999 RD22            | 7 вересня 1999  | Сокорро (Нью-Мексико)      | LINEAR                |
| 19629 Серра (Serra)                | 1999 RV31            | 8 вересня 1999  | Гіталан-Л'Альбаред         | А. Клотц              |
| 19630 Джейнбел (Janebell)          | 1999 RT33            | 2 вересня 1999  | Обсерваторія Фарпойнт      | Ґрем Белл             |
| 19631 Ґрінслівз (Greensleeves)     | 1999 RY38            | 13 вересня 1999 | Обсерваторія Ріді-Крик     | Джон Бротон           |
| (19632) 1999 RP39                  | 1999 RP39            | 13 вересня 1999 | Обсерваторія Зено          | Том Стаффорд          |
| 19633 Русьян (Rusjan)              | 1999 RX42            | 13 вересня 1999 | Обсерваторія Чрні Врх      | Обсерваторія Чрні Врх |
| (19634) 1999 RG45                  | 1999 RG45            | 14 вересня 1999 | Обсерваторія Фаунтін-Гіллс | Чарльз Джулз          |
| (19635) 1999 RC47                  | 1999 RC47            | 7 вересня 1999  | Сокорро (Нью-Мексико)      | LINEAR                |
| (19636) 1999 RD48                  | 1999 RD48            | 7 вересня 1999  | Сокорро (Нью-Мексико)      | LINEAR                |
| 19637 Презбрей (Presbrey)          | 1999 RU48            | 7 вересня 1999  | Сокорро (Нью-Мексико)      | LINEAR                |
| 19638 Джондженереід (Johngenereid) | 1999 RH57            | 7 вересня 1999  | Сокорро (Нью-Мексико)      | LINEAR                |
| (19639) 1999 RO63                  | 1999 RO63            | 7 вересня 1999  | Сокорро (Нью-Мексико)      | LINEAR                |
| 19640 Етанрот (Ethanroth)          | 1999 RP89            | 7 вересня 1999  | Сокорро (Нью-Мексико)      | LINEAR                |
| (19641) 1999 RV91                  | 1999 RV91            | 7 вересня 1999  | Сокорро (Нью-Мексико)      | LINEAR                |
| (19642) 1999 RK94                  | 1999 RK94            | 7 вересня 1999  | Сокорро (Нью-Мексико)      | LINEAR                |
| 19643 Джейкобракер (Jacobrucker)   | 1999 RA95            | 7 вересня 1999  | Сокорро (Нью-Мексико)      | LINEAR                |
| (19644) 1999 RD102                 | 1999 RD102           | 8 вересня 1999  | Сокорро (Нью-Мексико)      | LINEAR                |
| (19645) 1999 RE102                 | 1999 RE102           | 8 вересня 1999  | Сокорро (Нью-Мексико)      | LINEAR                |
| (19646) 1999 RF102                 | 1999 RF102           | 8 вересня 1999  | Сокорро (Нью-Мексико)      | LINEAR                |
| (19647) 1999 RZ103                 | 1999 RZ103           | 8 вересня 1999  | Сокорро (Нью-Мексико)      | LINEAR                |
| (19648) 1999 RK104                 | 1999 RK104           | 8 вересня 1999  | Сокорро (Нью-Мексико)      | LINEAR                |
| (19649) 1999 RQ104                 | 1999 RQ104           | 8 вересня 1999  | Сокорро (Нью-Мексико)      | LINEAR                |
| (19650) 1999 RY105                 | 1999 RY105           | 8 вересня 1999  | Сокорро (Нью-Мексико)      | LINEAR                |
| (19651) 1999 RC112                 | 1999 RC112           | 9 вересня 1999  | Сокорро (Нью-Мексико)      | LINEAR                |
| 19652 Саріс (Saris)                | 1999 RC117           | 9 вересня 1999  | Сокорро (Нью-Мексико)      | LINEAR                |
| (19653) 1999 RD119                 | 1999 RD119           | 9 вересня 1999  | Сокорро (Нью-Мексико)      | LINEAR                |
| (19654) 1999 RW119                 | 1999 RW119           | 9 вересня 1999  | Сокорро (Нью-Мексико)      | LINEAR                |
| (19655) 1999 RC121                 | 1999 RC121           | 9 вересня 1999  | Сокорро (Нью-Мексико)      | LINEAR                |
| 19656 Сімпкінс (Simpkins)          | 1999 RA122           | 9 вересня 1999  | Сокорро (Нью-Мексико)      | LINEAR                |
| (19657) 1999 RE123                 | 1999 RE123           | 9 вересня 1999  | Сокорро (Нью-Мексико)      | LINEAR                |
| 19658 Слуп (Sloop)                 | 1999 RM125           | 9 вересня 1999  | Сокорро (Нью-Мексико)      | LINEAR                |
| (19659) 1999 RB128                 | 1999 RB128           | 9 вересня 1999  | Сокорро (Нью-Мексико)      | LINEAR                |
| 19660 Денієлстек (Danielsteck)     | 1999 RQ129           | 9 вересня 1999  | Сокорро (Нью-Мексико)      | LINEAR                |
| (19661) 1999 RR130                 | 1999 RR130           | 9 вересня 1999  | Сокорро (Нью-Мексико)      | LINEAR                |
| 19662 Станзі (Stunzi)              | 1999 RG132           | 9 вересня 1999  | Сокорро (Нью-Мексико)      | LINEAR                |
| 19663 Рікевотс (Rykerwatts)        | 1999 RU133           | 9 вересня 1999  | Сокорро (Нью-Мексико)      | LINEAR                |
| 19664 Yancey                       | 1999 RV135           | 9 вересня 1999  | Сокорро (Нью-Мексико)      | LINEAR                |
| (19665) 1999 RT137                 | 1999 RT137           | 9 вересня 1999  | Сокорро (Нью-Мексико)      | LINEAR                |
| (19666) 1999 RO144                 | 1999 RO144           | 9 вересня 1999  | Сокорро (Нью-Мексико)      | LINEAR                |
| (19667) 1999 RS144                 | 1999 RS144           | 9 вересня 1999  | Сокорро (Нью-Мексико)      | LINEAR                |
| (19668) 1999 RB145                 | 1999 RB145           | 9 вересня 1999  | Сокорро (Нью-Мексико)      | LINEAR                |
| (19669) 1999 RB150                 | 1999 RB150           | 9 вересня 1999  | Сокорро (Нью-Мексико)      | LINEAR                |
| (19670) 1999 RH151                 | 1999 RH151           | 9 вересня 1999  | Сокорро (Нью-Мексико)      | LINEAR                |
| (19671) 1999 RX151                 | 1999 RX151           | 9 вересня 1999  | Сокорро (Нью-Мексико)      | LINEAR                |
| (19672) 1999 RP155                 | 1999 RP155           | 9 вересня 1999  | Сокорро (Нью-Мексико)      | LINEAR                |
| (19673) 1999 RR158                 | 1999 RR158           | 9 вересня 1999  | Сокорро (Нью-Мексико)      | LINEAR                |
| (19674) 1999 RN160                 | 1999 RN160           | 9 вересня 1999  | Сокорро (Нью-Мексико)      | LINEAR                |
| (19675) 1999 RE162                 | 1999 RE162           | 9 вересня 1999  | Сокорро (Нью-Мексико)      | LINEAR                |
| 19676 Офеліяаґілар (Ofeliaguilar)  | 1999 RY166           | 9 вересня 1999  | Сокорро (Нью-Мексико)      | LINEAR                |
| (19677) 1999 RN168                 | 1999 RN168           | 9 вересня 1999  | Сокорро (Нью-Мексико)      | LINEAR                |
| 19678 Белчик (Belczyk)             | 1999 RO168           | 9 вересня 1999  | Сокорро (Нью-Мексико)      | LINEAR                |
| 19679 Ґретабеттео (Gretabetteo)    | 1999 RF179           | 9 вересня 1999  | Сокорро (Нью-Мексико)      | LINEAR                |
| (19680) 1999 RE180                 | 1999 RE180           | 9 вересня 1999  | Сокорро (Нью-Мексико)      | LINEAR                |
| (19681) 1999 RE194                 | 1999 RE194           | 7 вересня 1999  | Сокорро (Нью-Мексико)      | LINEAR                |
| (19682) 1999 RW194                 | 1999 RW194           | 8 вересня 1999  | Сокорро (Нью-Мексико)      | LINEAR                |
| (19683) 1999 RK196                 | 1999 RK196           | 8 вересня 1999  | Сокорро (Нью-Мексико)      | LINEAR                |
| (19684) 1999 RL196                 | 1999 RL196           | 8 вересня 1999  | Сокорро (Нью-Мексико)      | LINEAR                |
| (19685) 1999 RB197                 | 1999 RB197           | 8 вересня 1999  | Сокорро (Нью-Мексико)      | LINEAR                |
| (19686) 1999 RL197                 | 1999 RL197           | 8 вересня 1999  | Сокорро (Нью-Мексико)      | LINEAR                |
| (19687) 1999 RP199                 | 1999 RP199           | 8 вересня 1999  | Сокорро (Нью-Мексико)      | LINEAR                |
| (19688) 1999 RR204                 | 1999 RR204           | 8 вересня 1999  | Сокорро (Нью-Мексико)      | LINEAR                |
| (19689) 1999 RX205                 | 1999 RX205           | 8 вересня 1999  | Сокорро (Нью-Мексико)      | LINEAR                |
| (19690) 1999 RD212                 | 1999 RD212           | 8 вересня 1999  | Сокорро (Нью-Мексико)      | LINEAR                |
| 19691 Iwate                        | 1999 RN214           | 5 вересня 1999  | Станція Андерсон-Меса      | LONEOS                |
| (19692) 1999 RR220                 | 1999 RR220           | 5 вересня 1999  | Каталінський огляд         | Каталінський огляд    |
| (19693) 1999 RU230                 | 1999 RU230           | 8 вересня 1999  | Каталінський огляд         | Каталінський огляд    |
| 19694 Данкелман (Dunkelman)        | 1999 RX230           | 8 вересня 1999  | Каталінський огляд         | Каталінський огляд    |
| (19695) 1999 RP234                 | 1999 RP234           | 8 вересня 1999  | Каталінський огляд         | Каталінський огляд    |
| (19696) 1999 SW1                   | 1999 SW1             | 18 вересня 1999 | Сокорро (Нью-Мексико)      | LINEAR                |
| (19697) 1999 SY3                   | 1999 SY3             | 29 вересня 1999 | Вішнянська обсерваторія    | Корадо Корлевіч       |
| (19698) 1999 SR4                   | 1999 SR4             | 29 вересня 1999 | Вішнянська обсерваторія    | Корадо Корлевіч       |
| (19699) 1999 SC7                   | 1999 SC7             | 29 вересня 1999 | Сокорро (Нью-Мексико)      | LINEAR                |
| (19700) 1999 SG15                  | 1999 SG15            | 30 вересня 1999 | Каталінський огляд         | Каталінський огляд    |

| ← Астероїди 10001—20000 → |             |             |             |             |             |             |             |             |             |
| 10001—10100               | 11001—11100 | 12001—12100 | 13001—13100 | 14001—14100 | 15001—15100 | 16001—16100 | 17001—17100 | 18001—18100 | 19001—19100 |
| 10101—10200               | 11101—11200 | 12101—12200 | 13101—13200 | 14101—14200 | 15101—15200 | 16101—16200 | 17101—17200 | 18101—18200 | 19101—19200 |
| 10201—10300               | 11201—11300 | 12201—12300 | 13201—13300 | 14201—14300 | 15201—15300 | 16201—16300 | 17201—17300 | 18201—18300 | 19201—19300 |
| 10301—10400               | 11301—11400 | 12301—12400 | 13301—13400 | 14301—14400 | 15301—15400 | 16301—16400 | 17301—17400 | 18301—18400 | 19301—19400 |
| 10401—10500               | 11401—11500 | 12401—12500 | 13401—13500 | 14401—14500 | 15401—15500 | 16401—16500 | 17401—17500 | 18401—18500 | 19401—19500 |
| 10501—10600               | 11501—11600 | 12501—12600 | 13501—13600 | 14501—14600 | 15501—15600 | 16501—16600 | 17501—17600 | 18501—18600 | 19501—19600 |
| 10601—10700               | 11601—11700 | 12601—12700 | 13601—13700 | 14601—14700 | 15601—15700 | 16601—16700 | 17601—17700 | 18601—18700 | 19601—19700 |
| 10701—10800               | 11701—11800 | 12701—12800 | 13701—13800 | 14701—14800 | 15701—15800 | 16701—16800 | 17701—17800 | 18701—18800 | 19701—19800 |
| 10801—10900               | 11801—11900 | 12801—12900 | 13801—13900 | 14801—14900 | 15801—15900 | 16801—16900 | 17801—17900 | 18801—18900 | 19801—19900 |
| 10901—11000               | 11901—12000 | 12901—13000 | 13901—14000 | 14901—15000 | 15901—16000 | 16901—17000 | 17901—18000 | 18901—19000 | 19901—20000 |